# Expédition Crawford
Pour les articles homonymes, voir Crawford.
Guerre d'indépendance des États-Unis
Batailles
L’expédition Crawford, également connue sous la dénomination d’expédition de la Sandusky et défaite de Crawford, est une campagne de la guerre d'indépendance des États-Unis qui se déroule en 1782 sur le front de l'Ouest, lors de la phase finale du conflit. Conduite par le colonel William Crawford, le but de celle-ci était de détruire les villages des Amérindiens ennemis le long de la rivière Sandusky dans la vallée de l'Ohio (l'Ohio Country), afin que cessent leurs attaques sur les colons américains. Cette expédition s'inscrit dans une longue série de raids contre les villages ennemis menés par les deux camps tout au long de la guerre.
William Crawford conduisit une troupe de 500 miliciens, provenant surtout de Pennsylvanie, à l'intérieur du territoire amérindien dans l'intention de les surprendre. Les Amérindiens et leurs alliés britanniques de Détroit avaient cependant déjà connaissance de cette expédition et avaient regroupé des forces pour s'y opposer. Après une journée de batailles indécises près des villages de la Sandusky, les Américains se retrouvèrent encerclés et tentèrent de battre en retraite. La retraite se transforma en déroute, mais la plupart des Américains parvinrent à rentrer en Pennsylvanie. 70 Américains furent tués ; les pertes amérindiennes et britanniques étant, quant à elles, minimes.
Lors de cette retraite, le colonel William Crawford et un certain nombre de ses hommes furent capturés. Les Amérindiens exécutèrent nombre de leurs captifs en représailles du massacre de Gnadenhütten qui avait eu lieu cette même année, au cours duquel une centaine de civils amérindiens membres d'une mission chrétienne (dont une majorité de femmes et d'enfants) avaient été sauvagement assassinés et scalpés par des miliciens de Pennsylvanie commandés par le colonel David Williamson (en), également présent lors de cette expédition Crawford. L'exécution de William Crawford fut particulièrement brutale : il fut torturé pendant des heures avant d'être brûlé vif. Son exécution sera largement commentée aux États-Unis, ce qui ne fera qu'empirer les relations déjà tendues entre Amérindiens et colons américains.

## Contexte
Lorsque la guerre d'indépendance américaine commence en 1775, la rivière Ohio marque une frontière ténue entre les colonies américaines et les Amérindiens de la vallée de l'Ohio. Shawnees, Mingos, Lenapes et Wyandots sont divisés sur la position qu'ils doivent tenir lors de cette guerre. Certains chefs amérindiens suggèrent la neutralité alors que d'autres entrent en guerre au côté des Britanniques car ils voient là l'occasion de stopper l'expansion des colonies américaines et de reconquérir des terres prises par les colons.
La guerre de frontière s'intensifie en 1777 après que les Britanniques de Fort Pitt (actuellement Pittsburgh) commencent à recruter et armer des troupes amérindiennes pour attaquer les colonies américaines. Un certain nombre de colons américains des actuels États du Kentucky, Virginie-Occidentale et Pennsylvanie seront tués lors de ces raids. L'intensité du conflit s'accroît après que des miliciens américains ont assassiné Cornstalk, le principal défenseur de la neutralité chez les Shawnees, en novembre 1777. Malgré cette violence, nombre d'Amérindiens de l'Ohio espèrent toujours pouvoir rester hors du conflit, ce qui se révèle impossible puisqu'ils se trouvent entre les Britanniques basés à Détroit et les Américains se trouvant le long de la rivière Ohio.
En février 1778, les Américains lancent leur première expédition dans la vallée de l'Ohio dans l'espoir d'empêcher les activités britanniques dans cette région. Le général Edward Hand conduit 500 miliciens de Pennsylvanie dans une marche hivernale surprise de Fort Pitt à la rivière Cuyahoga, où les Britanniques entreposent les marchandises qu'ils distribuent aux Amérindiens qui participent aux raids contre les colons. Cependant, les conditions météorologiques exécrables empêchent l'expédition d'atteindre son objectif. Sur le chemin du retour, certains hommes attaquent de paisibles Amérindiens Lenapes, tuant un homme, quelques femmes et des enfants, dont certains membres de la famille du chef des Lenapes, Hopocan. À cause du meurtre de non-combattants, cette expédition, par dérision, sera surnommée la squaw campaign (campagne des femmes amérindiennes).
Malgré l'attaque envers sa famille, Hopocan déclare qu'il ne cherchera pas vengeance. Au contraire, en septembre 1778, il sera l'un des signataires du traité de Fort Pitt entre les Lenapes et les États-Unis. Les Américains espèrent que cet accord avec les Lenapes permettra aux troupes américaines de passer par le territoire Lenape pour attaquer Détroit, mais l'alliance se détériore après la mort de White Eyes, le chef Lenape qui avait négocié le traité. Hopocan se retourne alors contre les Américains et emmène ses troupes à l'ouest de la Sandusky, où il cherche alors le soutien des Britanniques de Détroit.
Durant les années de guerre qui suivent, les Américains et les Amérindiens lancent des raids les uns contre les autres, visant en général les villages. En 1780, des centaines de colons du Kentucky sont tués ou capturés lors d'une expédition britannico-amérindienne, l'expédition du Kentucky. Le Virginien George Rogers Clark y répond en conduisant une expédition qui, en août 1780, détruit deux villages Shawnee le long de la Mad River mais qui cause en revanche peu de dommage à l'effort de guerre amérindien. Après ce raid, Clark recrute des hommes en vue d'une expédition sur Détroit, mais les Amérindiens défont une centaine de ses hommes le long de l'Ohio, ruinant ainsi sa campagne. La plupart des Lenapes étant alors pro-britanniques, le colonel américain Daniel Brodhead conduit une expédition en vallée de l'Ohio courant avril 1781, détruisant le village Lenape de Coshocton. Les survivants s'enfuient vers les villages de la Sandusky.
Entre les combattants de la Sandusky et les Américains de Fort Pitt se trouvent plusieurs villages de Lenapes convertis au Christianisme. Ces villages étaient administrés par des missionnaires de la Herrnhuter Brüdergemeine, David Zeisberger et John Heckewelder. Bien que non-combattants, les missionnaires penchent pour la cause américaine et tiennent informé Fort Pitt des actions hostiles des Britanniques et de leurs alliés amérindiens. Afin d'éviter toute nouvelle communication entre les missionnaires et l'armée américaine, les Wyandots et les Lenapes de la Sandusky déplacent par la force les missionnaires ainsi que leurs convertis vers un nouveau village, Captive Town, le long de la Sandusky en septembre 1781.
En mars 1782, 160 miliciens de Pennsylvanie commandés par le lieutenant-colonel David Williamson (en) parcourent la vallée de l'Ohio, dans l'espoir de trouver les guerriers amérindiens qui sont responsables des raids contre les colons de Pennsylvanie. Exaspérés par le meurtre sinistre d'une femme et de son bébé, les hommes de Williamson capturent une centaine de Lenapes chrétiens du village de Gnadenhütten. Les Lenapes chrétiens étaient revenus à Gnadenhütten depuis Captive Town afin de récupérer les récoltes qu'ils avaient été forcés de laisser derrière eux. Accusant ces derniers d'avoir aidé les Amérindiens hostiles dans leurs raids, les Pennsylvaniens massacrent et scalpent une centaine d'Amérindiens et de métis chrétiens, en majorité des femmes et des enfants (dont le fils du missionnaire Schebosch), avec des tomahawks. Seuls deux enfants — dont un, laissé pour mort et scalpé — échappent au massacre, les blessés survivants étant brûlés vifs dans l'incendie du bâtiment où a lieu le carnage. Le massacre de Gnadenhütten, comme on le nommera ensuite, aura de sévères répercussions sur la prochaine expédition américaine menée en vallée de l'Ohio.

## Planification

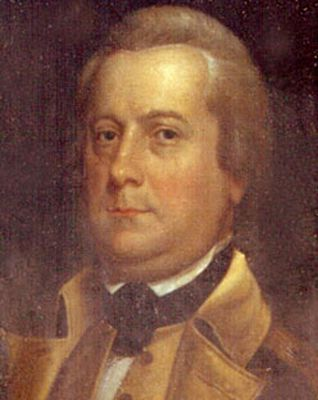
Manquant de ressources pour lancer une campagne de l'Armée continentale, le général William Irvine aida les volontaires à préparer leur expédition.

En septembre 1781, le général William Irvine est nommé commandant de l'Armée continentale sur le théâtre opérationnel de l'ouest, dont le quartier général est à Fort Pitt. Bien que l'armée britannique sous le commandement de Charles Cornwallis se soit rendue à Yorktown en octobre 1781, la guerre sur la frontier de l'Ouest continue. Irvine apprend rapidement que les Américains vivant sur la frontier veulent que l'armée lance une expédition contre Détroit afin d'en finir avec le soutien que les Britanniques apportent aux Amérindiens lors de leurs raids. Irvine étudie cette possibilité et écrit à George Washington, le commandant en chef américain, le 2 décembre 1781 :

« Il est, je crois, universellement admis que la seule manière de faire cesser le harcèlement des Indiens sur la région serait de leur rendre visite. Mais nous savons, par expérience, que de brûler leurs villages vides n'a pas l'effet escompté. Ils en construisent bien vite d'autres. Il faut les poursuivre et les battre, eux ou les Britanniques par qui ils sont soutenus et les chasser du pays. Je crois que si Détroit était détruite, ce serait un premier pas qui donnerait un répit à ce pays. »

Washington est du même avis qu'Irvine ; Détroit doit être capturée ou détruite afin que cesse la guerre dans l'ouest. En février 1782, Irvine fait parvenir à Washington un plan d'offensive détaillé. Irvine estime qu'avec 2 000 hommes, cinq canons et une colonne d'approvisionnement, il sera en mesure de prendre Détroit. Washington répond que le Congrès étant ruiné, ce dernier n'a pas les moyens de financer une telle campagne et que par conséquent seules des opérations offensives à petite échelle sont envisageables.
Sans moyens de la part du Congrès ou de l'Armée continentale, Irvine autorise alors des volontaires à organiser leur propre offensive. Détroit est trop éloignée et trop forte pour une opération à petite échelle, mais des miliciens comme David Williamson pensent qu'une expédition contre les villages amérindiens de la Sandusky est faisable. Il s'agira d'une opération à faible budget : chaque volontaire fournira son propre cheval, son fusil, ses munitions et rations ainsi que d'autres équipements. Leur seul dédommagement sera une exemption de deux mois de service dans la milice, ainsi que ce qu'ils pourront piller dans les villages amérindiens. À cause des raids amérindiens — la femme et les enfants d'un pasteur baptiste ont été tués et scalpés dans l'ouest de la Pennsylvanie le 12 mai 1782 — il ne manque pas de volontaires.
À cause des réserves de Washington, Irvine pense qu'il n'est pas autorisé à conduire lui-même l'expédition, mais il fait son possible pour en influencer le calendrier. Il écrit des instructions détaillées à l'intention du commandant des volontaires (qui n'a pas encore été désigné) :

« Votre objectif est, de détruire par le feu et le fer (si possible) les villages et installations indiennes de la Sandusky, dans l'espoir d'offrir paix et sécurité aux habitants de cette région ; mais, si ce n'est pas possible, alors vous rendrez tous autres services en votre pouvoir dont les conséquences seront de servir à cette grande fin. »

## Préparatifs

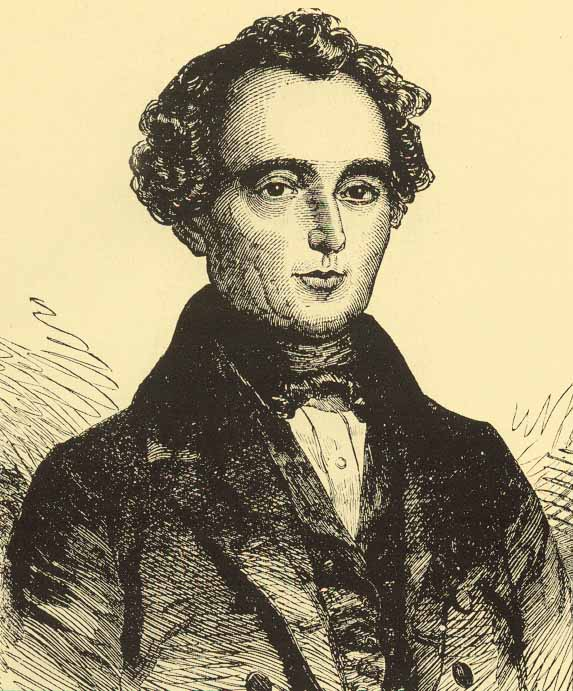
Le colonel William Crawford.

Le 20 mai 1782, les volontaires commencent à se rassembler au point de rendez-vous à Mingo Bottom (aujourd'hui Mingo Junction), du côté amérindien de la rivière Ohio. Ce sont surtout de jeunes hommes d'origine irlandaise ou écossaise, qui viennent des comtés de Washington et Westmoreland en Pennsylvanie. Beaucoup sont des vétérans de l'Armée continentale. Leur nombre exact est inconnu, un officier écrit au général Irvine le 24 mai qu'ils sont 480 volontaires, cependant des hommes supplémentaires se joignent au groupe par la suite, portant leur total à plus de 500. Devant la nature périlleuse de leur tâche, nombre de volontaires rédigeront leurs dernières volontés et testaments avant le départ.
Comme il s'agit d'une expédition de volontaires et pas d'une opération de l'armée régulière, les hommes élisent leurs officiers. Les deux candidats à ce poste sont David Williamson, le colonel de la milice qui commanda l'expédition de Gnadenhütten et William Crawford, un colonel en retraite de l'Armée continentale. Crawford, ami et agent de George Washington, est un soldat expérimenté et un homme de la frontier. Il est un vétéran de ce genre d'expéditions : il a détruit deux villages mingos (Iroquois) lors de la guerre de Dunmore en 1774 et il avait également pris part à la « squaw campaign ».
Le quinquagénaire Crawford est réticent à se porter volontaire, mais il le fait à la demande expresse du général Irvine. Williamson, bien que populaire dans la milice n'a pas la faveur des officiers de l'Armée régulière comme Irvine à cause du massacre de Gnadenhütten. Espérant justement éviter un nouveau Gnadenhütten, Irvine fait savoir qu'il est favorable à l'élection de Crawford en tant que commandant. L'élection est houleuse et se termine par un vote serré : Crawford obtient 235 voix et Williamson 230. Le colonel Crawford prend donc le commandement et Williamson devient son second avec rang de major.
À la demande de Crawford, Irvine autorise le docteur John Knight, officier de l'armée régulière, à accompagner l'expédition en tant que chirurgien. Un autre volontaire de l'état-major d'Irvine se faisant appeler « John Rose », offre de servir comme aide de camp de Crawford. Ce que tous ignorent alors, c'est que ce jeune homme aux manières aristocratiques est en fait le Baron Gustave Rosenthal, un noble russe qui s'est enfui en Amérique après avoir tué un autre homme en duel.

## En route vers la Sandusky

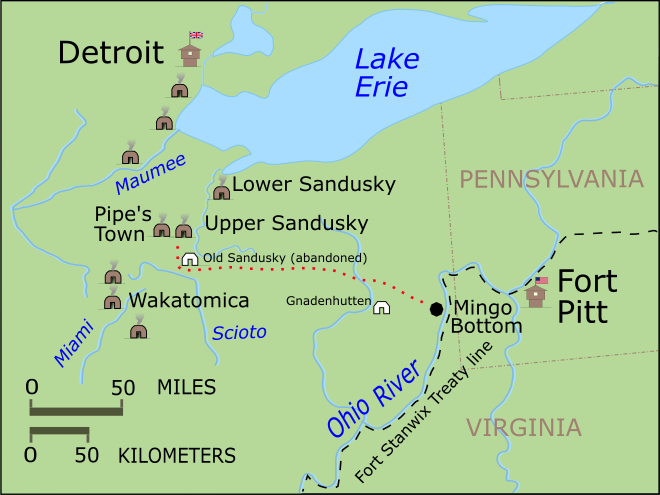
Carte de l'expédition Crawford.

Les volontaires quittent Mingo Bottom le 25 mai 1782 avec des provisions pour 30 jours. En projetant l'expédition, le général Irvine a estimé que les 280 km de trajet vers la Sandusky prendraient sept jours. L'expédition part pleine d'espoirs, certains hommes annonçant qu'ils ont l'intention « d'exterminer toute la tribu Wiandott ».
Comme c'est souvent le cas avec les miliciens, qui ne sont pas des soldats professionnels, il sera difficile de maintenir une discipline militaire. Les hommes gaspillent leurs rations et par jeu tirent avec leurs mousquets, malgré les ordres. Ils sont lents à quitter le bivouac au matin et souvent sautent leur tour de garde. Crawford se montre un moins bon chef que ce que l'on aurait pu en attendre. Rose écrit même que pendant les conseils, Crawford « parle de manière incohérente, ses propos sont confus et s'avère incapable de convaincre les autres… ». La colonne fait fréquemment halte pendant que les chefs débattent de ce qu'ils doivent faire ensuite. Certains volontaires désertent.
Le trajet à travers la vallée de l'Ohio se fait principalement à travers bois. Les hommes avancent tout d'abord sur quatre colonnes, mais les sous-bois sont si épais qu'ils doivent bientôt n'en former qu'une seule. Le 3 juin, les volontaires arrivent dans la plaine dégagée de la Sandusky, une région de prairie au sud de cette dernière. Le jour suivant, ils atteignent l’Upper Sandusky (la partie haute de la Sandusky). Le village Wyandot où ils espéraient trouver l'ennemi est vide, les huttes ont été abandonnées. Les Américains ne savent pas que les Wyandots se sont récemment installés une douzaine de kilomètres plus au nord. Le nouveau village de l’Upper Sandusky, également appelé Half King's Town (près de l'actuel Upper Sandusky), est proche du village de Hopocan (près de l'actuel Carey), mais les Américains, n'ont alors pas connaissance de l'existence de ce dernier.
Les officiers tiennent un conseil de guerre. Certains argumentent que si le village est abandonné c'est parce que les Amérindiens, ayant eu vent de l'expédition, regroupent leurs forces quelque part. D'autres expriment le désir de terminer là l'expédition et de rentrer. Williamson requiert la permission de prendre 50 hommes pour aller incendier le village abandonné mais Crawford refuse parce qu'il ne veut pas diviser ses forces. Les officiers décident de continuer à avancer lors de cette journée, mais de ne pas aller plus loin ensuite. Lorsque la colonne s'arrête pour déjeuner, John Rose est envoyé vers le nord avec quelques éclaireurs. Peu de temps après, deux hommes sont de retour et annoncent que les éclaireurs ont engagé le combat avec une force amérindienne importante qui marche sur les Américains.

## Préparatifs britanniques et amérindiens
Alors qu'il planifie l'expédition, le général Irvine avertit Crawford que sa seule chance de succès sera l'effet de surprise. Cependant, les Britanniques et les Amérindiens sont déjà au courant de l'expédition avant qu'elle ne quitte Mingo Bottom. Grâce aux informations obtenues d'un soldat américain capturé, le 8 avril, l'agent britannique Simon Girty fournit à ses supérieurs un rapport précis concernant la mission de Crawford.
Ainsi avertis, les officiels du British Indian Department (Département britannique des affaires indiennes) de Détroit se préparent à agir. Le commandant de Détroit est le major Arent Schuyler DePeyster, qui est aux ordres de Sir Frederick Haldimand, le Gouverneur général britannique d'Amérique du Nord. DePeyster utilise des agents comme Girty, Alexander McKee et Matthew Elliott, qui ont tous d'excellentes relations avec les Amérindiens, pour coordonner les actions britanniques et amérindiennes en vallée de l'Ohio. Lors d'un conseil à Détroit le 15 mai, DePeyster et McKee informent les Amérindiens de l'expédition de la Sandusky et leur conseillent de les attendre en grand nombre et de les repousser. McKee est envoyé dans les villages Shawnee de la vallée de la Great Miami pour y recruter des guerriers à opposer à l'invasion américaine. Le capitaine William Caldwell est envoyé sur la Sandusky avec une compagnie des Rangers de Butler et une troupe amérindienne de la région de Détroit dirigée par Matthew Elliott.
Des éclaireurs amérindiens ont surveillé l'expédition depuis son départ. Dès que l'armée de Crawford a mis les pieds en vallée de l'Ohio, l'alarme a été donnée sur la Sandusky. Alors que les Américains approchent, les femmes et enfants des villages Wyandot et Lenape se cachent dans des ravines proches, tandis que les Britanniques faisant la traite des fourrures ramassent leurs affaires à la hâte et quittent les villages. Le 4 juin, les Lenapes de Hopocan et les Wyandots de Dunquat, le « Demi Roi », rejoints par quelques Mingos attaquent les Américains. Les forces combinées Lenape, Wyandot et Mingo furent estimées de 200 à 500 hommes. Les renforts britanniques étaient proches, mais les Shawnees du sud n'étaient pas attendu avant le jour suivant>. Lorsque les éclaireurs Américains apparaissent, les Lenapes de Hopocan les poursuivent alors que les Wyandots restent temporairement en retrait.

## Bataille de la Sandusky

### 4 juin:Battle Island

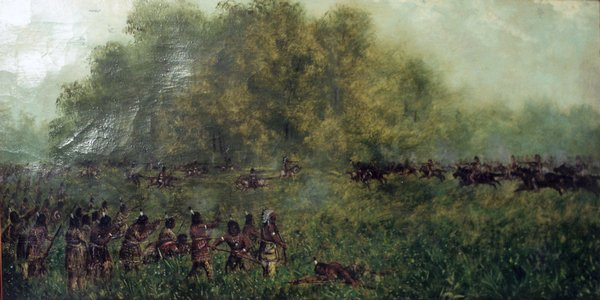
Battle Island par Frank Halbedel, vers 1880.

Le premier accrochage avec l'expédition Crawford commence en début d'après-midi le 4 juin 1782. Les éclaireurs de John Rose, rencontrent les Lenapes de Hopocan sur la plaine de la Sandusky, tout en combattant, ils font retraite vers un bouquet d'arbres où ils avaient laissé leurs provisions. Les éclaireurs sont sur le point d'être débordés lorsqu'ils sont renforcés par le gros de la troupe de Crawford. Crawford ordonne aux hommes de mettre pied à terre et de chasser les Amérindiens du bois. Après une lutte intense, les Américains prennent possession du bois, que l'on nommera ensuite Battle Island.
L'accrochage se transforme en une véritable bataille plus tard dans l'après-midi. Après que les Américains ont repoussé les Lenapes de Hopocan hors du bois, ceux-ci sont renforcés par les Wyandots de Dunquat. Elliott arrive également sur le théâtre d'opérations et coordonne les actions des Lenapes et des Wyandots. Les Lenapes de Hopocan débordent la position des Américains et les attaquent par derrière. Quelques Amérindiens rampent jusqu'aux lignes américaines dans les hautes herbes de la prairie ; les Américains y répondent en grimpant dans les arbres afin d'avoir un meilleur point de vue sur leurs cibles. L'air se remplit de la fumée dégagée par les armes à feu, diminuant la visibilité. Après trois heures et demie de feu incessant, les Amérindiens rompent graduellement le contact alors que la nuit approche. Cette nuit, dans les deux camps on dort l'arme au poing, avec les positions entourées de grands feux afin de prévenir toute attaque nocturne.
Après la première journée de combats, les Américains dénombrent 5 morts et 19 blessés, alors que les Britanniques et les Amérindiens comptent 5 morts et 11 blessés. Les Américains scalpèrent quelques Amérindiens morts alors que les Amérindiens dévêtirent quelques corps d'Américains. Quinze Pennsylvaniens désertent pendant la nuit et s'en retournent chez eux rapportant que l'armée a été « mise en pièces ».

### 5 juin: renforts

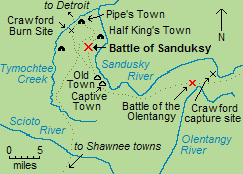
Lieux et évènements importants autour de la Sandusky.

Les hostilités reprennent au matin du 5 juin. Cependant, cette fois, les Amérindiens ne s'approchent pas, ils restent à une distance de quelques centaines de mètres. Les tirs à longue distance n'infligent que peu de dommage à chacun des belligérants. Les Américains pensent que les Amérindiens se tiennent à distance car ils auraient eu des pertes importantes le jour précédent, mais ceux-ci ne font en fait que gagner du temps en attendant des renforts. Crawford décide de tenir sa position dans le bois pendant toute la journée et de lancer une attaque surprise après la tombée de la nuit. À ce moment, certains Américains sont encore certains de leur succès, bien qu'ils commencent à être en manque d'eau et de munitions. Simon Girty, l'agent Britannique galope avec un drapeau blanc en direction des Américains et les appelle à se rendre, ce qu'ils refusent.
Au cours de l'après-midi, les Américains remarquent finalement qu'une centaine de rangers britanniques se battent aux côtés des Amérindiens. Ne sachant pas que l'expédition était espionnée dès son départ par les Britanniques et les Amérindiens, les Américains sont surpris que des troupes anglaises de Détroit aient été en mesure d'arriver si vite. Alors que les Américains discutent de ce nouveau développement, Alexander McKee arrive avec environ 140 Shawnees, sous le commandement de Blacksnake, qui prennent position au sud de Crawford, encerclant de fait les Américains. Les Shawnees tirent alors en l'air avec leurs mousquets à de multiples reprises, pour faire état de leur force, une démonstration nommée feu de joie, ce qui entame sérieusement le moral des Américains. Avec tant d'ennemis les encerclant, les Américains décident qu'ils feront retraite après la tombée de la nuit plutôt que de tenir la position. Les morts sont enterrés ; des feux sont allumés sur les tombes afin qu'elles ne soient découvertes et profanées. Les blessés graves sont placés sur des brancards en préparation du repli.
Les Américains commencent une retraite silencieuse durant la nuit. Les sentinelles amérindiennes détectent leur mouvement et les attaquent créant une grande confusion. Nombre d'hommes se perdent dans le noir, se séparant en petits groupes. Au sein de ce chaos, Crawford s'inquiète pour les membres de sa famille qui l'ont accompagné — son fils John, son beau-fils William Harrison, et son neveu qui se nomme comme lui William Crawford. Avec Knight, Crawford reste à proximité du champ de bataille, alors que ses hommes s'en vont, appelant les membres de sa famille mais ne les trouvant pas. Crawford est en colère lorsqu'il remarque que, contrairement à ses ordres, les miliciens ont abandonné quelques blessés derrière eux. Après que tous les hommes sont partis, Crawford et Knight, ainsi que deux autres retardataires, s'en vont enfin mais ne peuvent retrouver le gros des troupes.

### 6 juin: bataille de l'Olentangy
Au matin du 6 juin, environ 300 Américains se retrouvent au village Wyandot abandonné. Comme le colonel Crawford est manquant, présumé mort ou capturé, c'est maintenant Williamson qui commande. Heureusement pour les Américains, leur armée en retraite n'a pas été poursuivie parce que Caldwell, le commandant en chef des forces britanniques et amérindiennes a été touché aux deux jambes durant la bataille. Alors que la retraite se poursuit, une force amérindienne entre en contact avec le gros des troupes américaines en début d'après-midi. Dans l'est de la plaine de la Sandusky, près de la rivière Olentangy, les Amérindiens attaquent de toutes parts. Quelques Américains fuient, d'autres s'éparpillent en désordre, mais Williamson tient position à la tête d'un petit groupe et finalement repousse les Amérindiens après environ une heure de combat. Lors de la « bataille de l'Olentangy », trois Américains sont tués et huit blessés ; les pertes amérindiennes sont inconnues.
Les  Américains enterrent leurs morts et reprennent leur retraite, Amérindiens et Britanniques les poursuivent et tirent de loin. Williamson et Rose tentent de conserver les hommes groupés, les avertissant qu'une retraite en bonne ordre est leur seule chance de rentrer chez eux vivants. Les Américains font retraite sur une quarantaine de kilomètres, certains d'entre eux à pied, avant d'établir un camp. Le lendemain, deux Américains sont capturés et présumés morts avant qu'Amérindiens et rangers n'abandonnent la poursuite. Le gros des troupes américaines atteint Mingo Bottom le 13 juin ; des retardataires arrivent ensuite par petits groupes. En tout, environ 70 Américains ne reviendront jamais de cette expédition.

## Sort des captifs
Alors que Williamson et Rose font retraite avec le gros des troupes, Crawford, Knight, et quatre autres retardataires font route le long de la Sandusky dans ce qui est aujourd'hui le comté de Crawford. Le 7 juin, ils rencontrent un groupe de Lenapes à environ 50 kilomètres à l'est du champ de bataille. Knight lève son arme, mais Crawford lui demande de ne pas tirer. Crawford et Knight apprirent que ces Lenapes faisaient partie d'une troupe conduite par un chef nommé Wingenund. Alors que Crawford et Knight sont faits prisonniers, les quatre autres Américains s'échappent, mais deux d'entre eux seront plus tard tués et scalpés.
Les prisonniers des Amérindiens lors de la Révolution américaine pouvaient être soit échangés contre rançon aux Britanniques de Détroit, adoptés par une tribu, contraints à l'esclavage ou tués. Après le massacre de Gnadenhütten, les Amérindiens de l'Ohio avaient décidé d'exécuter tous les prisonniers américains qui tomberaient entre leurs mains. Le nombre exact d'Américains exécutés après l'expédition de la Sandusky est inconnu parce que les détails seront en général relatés par les seuls survivants.
Alors que certains prisonniers sont exécutés rapidement, d'autres sont torturés avant d'être mis à mort. La torture publique des prisonniers est un rituel traditionnel dans nombre de tribus des Eastern Woodlands à cette époque. Des captifs ont à endurer d'abominables tortures pendant des heures, voire des jours. Le Département Britannique des Affaires Indiennes use de son influence auprès des Amérindiens pour que cessent les tortures et l'exécution des prisonniers, avec un certain succès, mais en 1782 les Amérindiens reprennent la pratique de la torture afin de se venger du massacre de Gnadenhütten.

### L'exécution de Crawford
Crawford et Knight sont emmenés au camp de Wingenund le 7 juin, où se trouvent neuf autres prisonniers. Le 11 juin, Hopcan peint le visage des prisonniers en noir, la marque traditionnelle indiquant qu'ils seront exécutés. Les prisonniers sont conduits au village Lenape sur la Tymochtee Creek, près de l'actuel village de Crawford. Quatre des prisonniers sont tués à coup de tomahawks et scalpés en chemin. Quand le groupe s'arrête, on fait assoir les sept prisonniers restant avec Crawford et Knight à distance des autres. Un groupe de femmes et de garçons tuent les cinq autres à coups de tomahawks, décapitant même l'un d'entre eux. Les garçons scalpent les corps puis giflent Crawford et Knight avec les scalps.
Une foule d'une centaine d'hommes, de femmes et d'enfants s'est rassemblée au village pour assister à l'exécution du commandant américain. Dunquat et quelques Wyandots sont présents, ainsi que Simon Girty et Matthew Elliott. Hopocan, qui connait Crawford depuis le traité de Fort Pitt en 1778, s'adresse à la foule indiquant que Crawford a été capturé alors qu'il menait nombre d'hommes ayant participé aux meurtres de Gnadenhütten. Crawford n'avait pas pris part au massacre, mais il avait participé à la squaw campaign au cours de laquelle des membres de la famille de Hopocan avaient été assassinés, et il semblerait que Hopocan le mentionna également.
Après le discours de Hopocan, Crawford est entièrement dévêtu et battu. Ses mains sont attachées derrière son dos et une corde relie ses mains à un pieu fiché dans le sol. Un grand feu a été allumé à une dizaine de mètres. Les guerrier amérindiens tirent à blanc sur Crawford puis lui coupent les oreilles. On le pousse avec des bâtons enflammés tout juste retirés du feu et on lui jette des braises ardentes sur lesquelles on le force à marcher. Crawford supplie Girty de l'achever avec une balle, mais Girty ne veut ou n'ose intervenir. Après environ deux heures de tortures, Crawford s'effondre. On le scalpe et une femme lui verse des charbons ardents sur la tête, ce qui le fait revenir à lui. Il marche ensuite sans paraître souffrir des tortures qui lui sont encore infligées. Après sa mort, son corps est finalement brûlé.
Le jour suivant on promène Knight à travers les villages Shawnee où il sera bientôt exécuté. En chemin il frappe son gardien avec un bâton et parvient à s'échapper et rentre à pied en Pennsylvanie. Lorsque des chasseurs retrouvent Knight le 4 juillet, il est en piteux état et à peine cohérent. Ils le ramènent à Fort McIntosh.

### Exécutions de Wapatomica
Le jour de l'exécution de Crawford, au moins six prisonniers américains sont amenés en deux groupes au village Shawnee de Wapatomica sur la rivière Mad, aujourd'hui comté de Logan. Parmi ces prisonniers se trouvent le beau-fils de Crawford, William Harrison, et son neveu, le jeune William Crawford. Quatre des six, y compris Harrison et Crawford, sont peints en noir. Les villageois, qui ont appris l'arrivée des prisonniers par un messager, forment deux lignes et bastonnent les prisonniers alors qu’ils passent devant eux sur une distance de près de 300 mètres. Les prisonniers noircis sont ensuite taillés en pièces à coups de tomahawks. Leurs têtes et leurs membres sont ensuite exposés sur des pieux plantés à l’extérieur du village. L'un des prisonniers, un éclaireur nommé John Slover, est emmené à Mac-a-chack (aujourd'hui West Liberty), mais parvient à s'échapper. Toujours nu, il s'empare d'un cheval et galope jusqu'à ce que l'animal s'effondre d'épuisement, puis continue à pied, pour atteindre finalement Fort Pitt le 10 juillet. Il est l'un des derniers survivants à rentrer.

## Conséquences

### Dernière année de la guerre
L'échec de l'expédition Crawford cause une vive inquiétude sur « La Frontière », nombre d'Américains craignant que les Amérindiens encouragés par leur victoire ne lancent une nouvelle série de raids. De nouvelles défaites sont à venir pour les Américains et de fait, pour les Américains à l'ouest des Appalaches, 1782 sera baptisée l'« Année Sanglante ». Le 13 juillet 1782, Le chef Mingo Guyasuta conduit 100 Amérindiens et quelques volontaires britanniques en Pennsylvanie, détruisant le village de Hannastown, tuant neuf habitants et en capturant douze. Ce fut l'attaque amérindienne la plus rude à l'ouest de la Pennsylvanie pendant la guerre.
Dans le Kentucky, les Américains préparent leur défense alors que Caldwell et ses alliés amérindiens préparent une offensive majeure. En juillet 1782, plus de 1 000 Amérindiens se regroupent à Wapatomica, mais l'expédition est stoppée après que des éclaireurs rapportent que George Rogers Clark se prépare à envahir la vallée de l'Ohio depuis le Kentucky. Quand finalement on apprend que les rapports d'une invasion imminente sont faux, la plupart des Amérindiens se dispersent. Cependant, Caldwell conduit une troupe de 300 Amérindiens au Kentucky et remporte une victoire dévastatrice lors de la bataille de Blue Licks en août. Après cette victoire, Caldwell reçoit l'ordre de cesser toute opération car les États-Unis et la Grande-Bretagne sont en train de faire la paix. Alors que le général Irvine avait enfin reçu l'autorisation de conduire sa propre expédition en vallée de l'Ohio, les rumeurs d'un traité de paix tuent l'enthousiasme pour cette entreprise qui est finalement abandonnée. En novembre, George Rogers Clark mène la dernière attaque en vallée de l'Ohio, détruisant plusieurs villages Shawnee mais ne causant que peu de dommage à leur population.
Les détails du traité de paix ne parviennent qu'à la fin de l'année 1782. Dans le traité final, la vallée de l'Ohio, la terre que les Britanniques et les Amérindiens ont si brillamment défendue, revient aux États-Unis. La Grande-Bretagne n'a pas consulté les Amérindiens lors du processus de paix et ceux-ci ne sont jamais mentionnés dans les termes du traité. Pour les Amérindiens, la lutte avec les colons américains va bientôt reprendre lors de la guerre amérindienne du Nord-Ouest (1785), mais cette fois sans leurs alliés britanniques.

### Impact de la mort de Crawford
La mort de Crawford reçoit une vaste publicité aux États-Unis. Une ballade, Crawford's Defeat (en français : La défaite de Crawford), devient bientôt populaire. En 1783, le témoignage de John Knight sur les tortures infligées à Crawford est publié. L'éditeur du récit de Knight, Hugh Henry Brackenridge, efface toute mention du procès de Crawford et le fait qu'il fut exécuté en représailles du massacre de Gnadenhütten. En supprimant les motivations amérindiennes, Brackenridge parvint, selon l'historien Parker Brown, à créer « un morceau de propagande virulente anti-indienne et anti-britannique afin d'exacerber l'attention et le patriotisme du public. » Bien que les Américains de la frontier tuent souvent leurs prisonniers amérindiens, nombre d'Américains jugent la culture amérindienne barbare à cause de leur usage de la torture. Dans son introduction, Brackenridge indique clairement pourquoi le récit est publié :

« Mais alors qu'ils [les Indiens] continuent leurs meurtres sur notre frontier, ces récits seront utiles à encourager notre gouvernement à prendre des mesures effectives afin de les châtier et de les faire disparaître ; ainsi donc, ils verront que la nature de l'Indien est féroce et cruelle, et que leur extirpation sera utile au monde et honorable à ceux qui l'accompliront. »

Comme prévu, le récit de Knight exacerbe la haine envers les Amérindiens, et sera souvent republié au cours des 80 ans qui suivirent, en particulier lorsque les nouvelles refaisaient état de violences entre Blancs et Amérindiens. Le résultat dans la mémoire nationale américaine fut que les détails sinistres de la mort de Crawford éclipsèrent les atrocités américaines comme le massacre de Gnadenhütten. L'image de l'Indien sauvage devint un stéréotype ; les efforts de paix d'hommes comme Cornstalk et White Eyes furent bien vite oubliés.

### Sources et bibliographie
: document utilisé comme source pour la rédaction de cet article.
- (en) Cet article est partiellement ou en totalité issu de l’article de Wikipédia en anglais intitulé « Crawford expedition » (voir la liste des auteurs).
- (en) James H. Anderson, « Colonel William Crawford », Ohio Archæological and Historical Publications, Columbus, Ohio Archæological and Historical Quarterly, vol. 6, no 1,‎ 1898.
- (en) Mark Mayo III. Boatner, « Crawford's Defeat », dans Harold E. Selesky, Encyclopedia of the American Revolution : Library of Military History, Détroit, Scribner's Sons, 2006 (ISBN 978-0-684-31513-3).
- (en) Ted Franklin Belue, « Crawford's Sandusky Expedition », dans Richard L. Blanco, The American Revolution, 1775–1783 : An Encyclopedia, vol. I, New York, Garland, 1993 (ISBN 978-0-8240-5623-0), p. 416–420.
- (en) Parker B. Brown, « Crawford's Defeat : a ballad », Western Pennsylvania Historical Magazine, vol. 64, no 4,‎ octobre 1981, p. 311–327 (lire en ligne).
- (en) Parker B. Brown, « Reconstructing Crawford's Army of 1782 », Western Pennsylvania Historical Magazine, vol. 65, no 1,‎ janvier 1982, p. 17–36 (lire en ligne).
- (en) Parker B. Brown, « The Battle of Sandusky : June 4–6, 1782 », Western Pennsylvania Historical Magazine, vol. 65, no 2,‎ avril 1982, p. 115–151 (lire en ligne).
- (en) Parker B. Brown, « The Fate of Crawford Volunteers Captured by Indians Following the Battle of Sandusky in 1782 », Western Pennsylvania Historical Magazine, vol. 65, no 4,‎ octobre 1982, p. 323–339 (lire en ligne).
- (en) Parker B. Brown, « The Historical Accuracy of the Captivity Narrative of Doctor John Knight », Western Pennsylvania Historical Magazine, vol. 70, no 1,‎ janvier 1987, p. 53–67 (lire en ligne).
- (en) Consul Willshire Butterfield, An historical account of the expedition against Sandusky under Col. William Crawford in 1782, Cincinnati, Clarke, 1873, 403 p. (OCLC 3809323, lire en ligne). The only book-length secondary account of the expedition. Butterfield began revising his book after more material came to light, particularly the journal of John Rose, but he died in 1899 before publishing a new edition (Brown, The Battle of Sandusky, p. 116).
- (en) Consul Willshire Butterfield, History of the Girtys, Cincinnati, Robert Clarke and Co., 1890, 426 p. (OCLC 2499228, lire en ligne).
- (en) Colin G. Calloway, The American Revolution in Indian country : crisis and diversity in Native American communities, New York, Cambridge University Press, 1995, 327 p. (ISBN 978-0-521-47149-7, OCLC 30736572, lire en ligne).
- (en) Colin G. Calloway, « Captain Pipe », dans John A. Garraty et Mark C. Carnes, American national biography, vol. 4, New York, Oxford University Press, 1999, p. 368-369.
- (en) James A. Clifton, « Dunquat », dans John A. Garraty et Mark C. Carnes, American national biography, vol. 7, New York, Oxford University Press, 1999, p. 105-107.
- (en) Gregory Evans Dowd, A spirited resistance : the North American Indian struggle for unity, 1745-1815, Baltimore, Johns Hopkins University Press, 1992, 261 p. (ISBN 0-8018-4609-9, OCLC 23689008).
- (en) Randolph C. Downes, Council fires on the upper Ohio : a narrative of Indian affairs in the upper Ohio Valley until 1795, Pittsburgh, University of Pittsburgh Press, 1999 (1re éd. 1940), 367 p. (ISBN 978-0-8229-5201-5, OCLC 9376904, lire en ligne).
- (en) John Grenier, The first way of war : American war making on the frontier, 1607-1814, New York, Cambridge University Press, 2005, 232 p. (ISBN 978-0-521-84566-3, OCLC 55887273, lire en ligne).
- (en) Reginald Horsman, Matthew Elliott, British Indian agent, Détroit, Wayne State University Press, 1964, 256 p. (OCLC 371866).
- (en) James H. Howard, Shawnee! : the ceremonialism of a native Indian tribe and its cultural background, Athènes, Ohio University Press, 1981, 454 p. (ISBN 978-0-8214-0417-1).
- (en) R. Douglas Hurt, The Ohio frontier : crucible of the Old Northwest, 1720-1830, Bloomington, Indiana University Press, 1996, 418 p. (ISBN 978-0-253-33210-3, OCLC 33971245).
- (en) Barbara Alice Mann, George Washington's war on Native America, Westport, Connecticut, Praeger, 2005, 295 p. (ISBN 978-0-275-98177-8, lire en ligne).
- (en) Sarah E. Miller, « William Crawford », dans Gregory Fremont-Barnes et Richard Alan Ryerson, The encyclopedia of the American Revolutionary War : a political, social, and military history, vol. 1, Santa Barbara, ABC-CLIO, 2006, p. 311-313.
- (en) Larry L. Nelson, A man of distinction among them : Alexander McKee and the country frontier, 1754-1799, Kent, Ohio, Kent State University Press, 1999, 262 p. (ISBN 978-0-87338-620-3, OCLC 39839470, lire en ligne).
- (en) William Nester, The frontier war for American independence, Mechanicsburg, Pennsylvanie, Stackpole, 2004, 423 p. (ISBN 0-8117-0077-1, OCLC 52963301, lire en ligne).
- (en) Milo Milton Quaife, « The Ohio Campaigns of 1782 », The Mississippi Valley Historical Review, vol. 17, no 4,‎ mars 1931, p. 515-529 (JSTOR 1916389).
- (en) Steven J. Rauch, « Crawford Expedition », dans Gregory Fremont-Barnes et Richard Alan Ryerson, The encyclopedia of the American Revolutionary War : a political, social, and military history, vol. 1, Santa Barbara, ABC-CLIO, 2006, p. 313-315.
- (en) C. Hale Sipe, The Indian Chiefs of Pennsylvania, Butler, Pennsylvanie, The Ziegler Printing Company, 1927, 550 p. (lire en ligne).
- (en) Jack M. Sosin, The revolutionary frontier, 1763-1783, New York, Holt, Rinehart and Winston, 1967, 241 p. (OCLC 875600404).
- (en) John Sugden, Blue Jacket : warrior of the Shawnees, Lincoln, University of Nebraska Press, 2000, 350 p. (ISBN 978-0-8032-4288-3, OCLC 43323787).
- (en) Helen Hornbeck Tanner, Atlas of Great Lakes Indian history, Norman, University of Oklahoma Press, 1987, 224 p. (ISBN 978-0-8061-2056-0). Contient des cartes qui situent les villages amérindiens et la route suivie par Crawford.
- (en) Bruce G. Trigger, The Huron : farmers of the North, New York, Holt, Rinehart and Winston, 1969, 130 p. (ISBN 978-0-03-079550-3).
- (en) Paul A. W. Wallace, The Travels of John Heckewelder in Frontier America, Pittsburgh, University of Pittsburgh Press, 1958.
- (en) Clinton Alfred Weslager, The Delaware Indians : a history, New Brunswick, New Jersey, Rutgers University Press, 1989 (1re éd. 1972), 546 p. (ISBN 978-0-8135-1494-9, OCLC 29779476, lire en ligne).